# Enlil-nárárí
Enlil-nárárí (dosl „[Bůh] Enlil přijde na pomoc“) byl asyrský král v období 1329–1319 př. n. l. a syn předchozího krále Aššur-uballita I.
První polovina jeho vlády byla poznamenána vleklou válkou s Babylonií, kde byl u moci Kurigalzu II. Kurigalzu byl Enlil-nárárův synovec (jeho matka byla dcerou Aššur-uballita I. a sestrou Enlil-nárárího), ale to mu nebránilo ve válečných taženích do Asýrie. První srážku u Kilizi (na cestě mezi Ninive a Arbelem) sice pravděpodobně babylonská armáda vyhrála, ale pak byla rozdrcena v bitvě u Sugagu nedaleko Aššúru.
Z dopisu z Nippurského archívu je jasné, že po této bitvě nastalo mezi oběma říšemi období relativního pokoje. V tomto dopise je mimochodem uvedena stížnost asyrského krále na nedostatek cínu.
Enlil-nárárí pak vedl válku proti vazalovi Chetitské říše, králi Mitanni Kurtiwazovi (později známém pod jménem Šattiwaza). Podařilo se mu dokonce dobýt pro Chetity velmi důležitý Karchemiš. V této souvislosti sem pak chetitský král Muršiliš II. v 9. roce své vlády podnikl výpravu a město opětovně získal.
Po smrti Enlil-nárárího se vlády v Asýrii ujal jeho syn Arik-dín-ili.